# Несдержанные обещания
«Несдержанные обещания» — американский кинофильм 1991 года.

## Сюжет
Кристин уходит от своего мужа Джо, устав от его невнимания и долгих разъездов, и решает выйти замуж за другого. Дочь, любящая отца, не желает мириться с новой женитьбой матери и сообщает ему об этом, надеясь, что Джо исправится и примет надлежащие меры к возвращению своей жены. Отец, взглянув на своё поведение по-новому, решает вернуть жену и дочь во что бы то ни стало.

## В ролях
- Сисси Спэйсек — Кристин Энн Колтер
- Уильям Петерсен — Джо
- Брайан Кервин — Уолт
- Мэр Уиннингэм — Дон
- Джефф Перри — Пинки
- Питер Макникол — Стюарт
- Энн Уэджуорт — Мать Кристин
- Лоис Смит — миссис Белл